# Huracán Emily
El huracán Emily fue en ese entonces el primer huracán categoría 5 registrado en una temporada y el más intenso en formarse antes del mes de agosto hasta fue superado por el huracán Beryl en 2024 en términos de vientos máximos. Hasta la tormenta tropical Edouard en 2020, también fue la quinta tormenta nombrada más temprana registrada del Atlántico en ese tiempo. La tormenta se formó el 10 de julio de 2005 en el Océano Atlántico central antes de pasar por las Islas de Barlovento el 14 de julio. Un seguimiento general hacia el oeste. En el noroeste, la tormenta se intensificó gradualmente a medida que atravesaba el Caribe, llegando a su punto máximo como huracán categoría 5 el 16 de julio, marcando la fecha más temprana para que una tormenta lo haga en el transcurso de un año determinado. Posteriormente, el sistema tocó tierra en la Península de Yucatán como una categoría 4. Cruzando rápidamente la península, Emily emergió al Golfo de México y se reorganizó. El 20 de julio, la tormenta golpeó a Tamaulipas como un huracán mayor y se disipó rápidamente en 24 horas. La tormenta causó daños significativos a lo largo de su camino, con hasta $1.01 mil millones (2005 USD) en daños registrados, además de causar 17 muertes. Emily es la última (y más costosa) tormenta categoría 5 que no tiene nombre retirado.

## Historia meteorológica

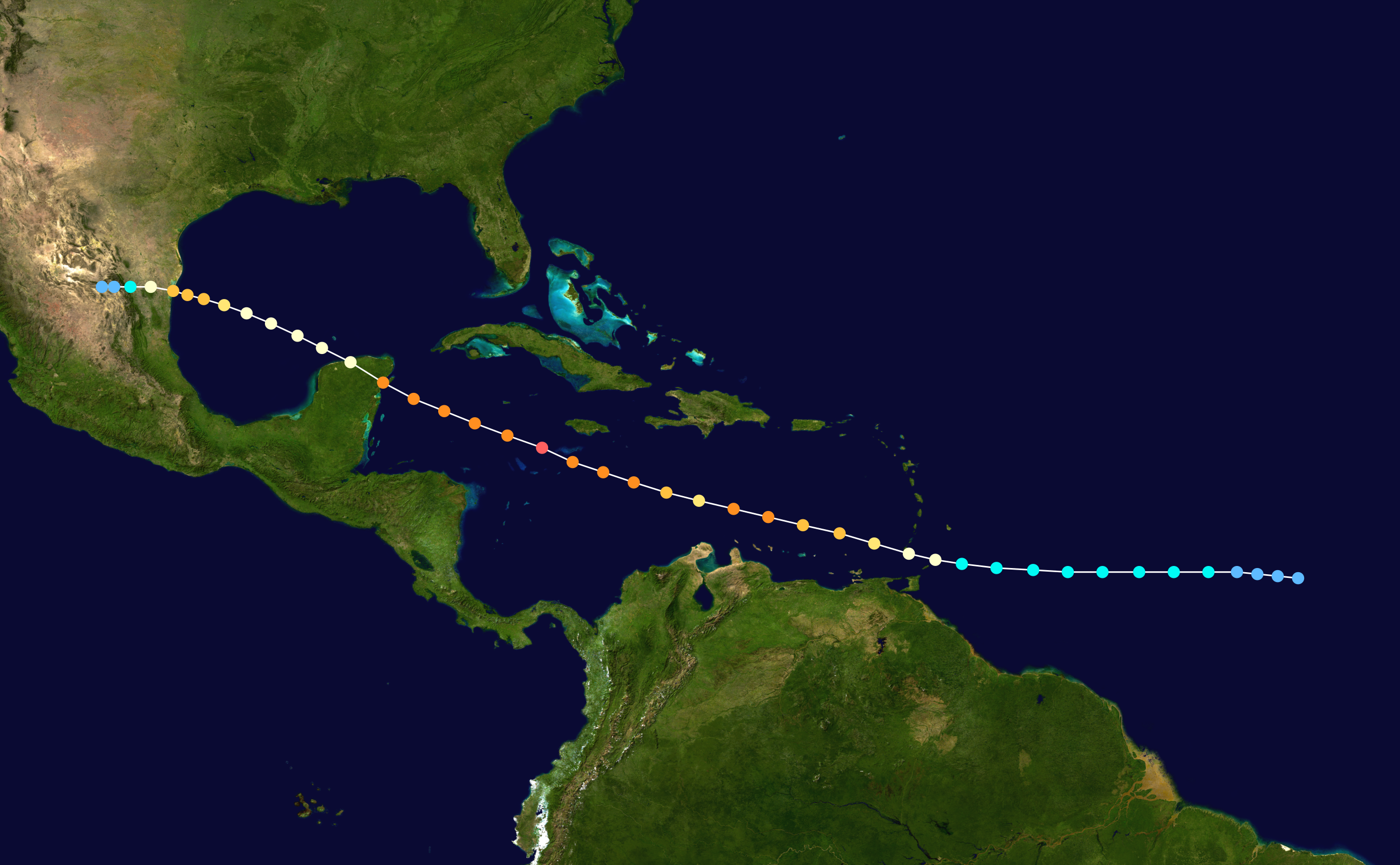
Mapa que traza la trayectoria y la intensidad de la tormenta, de acuerdo con la escala de huracanes de Saffir-Simpson

El 6 de julio de 2005, una ola tropical se movió de la costa de África. Moviéndose hacia el oeste, la perturbación se organizó gradualmente hasta el 10 de julio, momento en el que la convección se volvió más concentrada, y se estima que la depresión tropical Cinco se formó en el Atlántico tropical central esa noche. A finales del 11 de julio, se fortaleció y fue nombrada tormenta tropical Emily. Inicialmente se pronostica que se fortalecerá rápidamente y se moverá hacia el oeste-noroeste a través de las Antillas Mayores, Emily en cambio se movió casi al oeste hacia las Islas de Barlovento, permaneciendo como una tormenta tropical moderada. La tormenta languideció mientras se movía rápidamente hacia el oeste, y luchó por mantener su forma. Contrariamente a la ocurrencia normal de que los huracanes dejan una estela fría, el huracán Dennis había calentado partes del mar Caribe y, por lo tanto, más favorable para el desarrollo de ciclones tropicales. A fines del 13 de julio, Emily se fortaleció rápidamente y alcanzó la fuerza de huracán al pasar al norte de Trinidad y Tobago e ingresar al Caribe oriental. El 14 de julio, Emily tocó tierra en el norte de Granada con vientos de 85 mph (135 km/h). El daño general fue de leve a moderado, ya que la isla todavía se estaba reparando de una tormenta mucho más destructiva y poderosa como el huracán Ivan, hace diez meses.
La tendencia a la intensificación se reanudó al día siguiente con una caída bastante rápida en la presión central de la tormenta al entrar en el sureste del Mar Caribe, una región típicamente desfavorable para la intensificación. Los vientos del huracán Emily aumentaron en reacción, elevando brevemente la tormenta a la categoría 4 a principios del 15 de julio. Durante el día, la fuerza de la tormenta fluctuó mucho, cayendo a una tormenta de categoría 2 y luego se re-intensificó en un huracán categoría 4. El 16 de julio, Emily se fortaleció considerablemente , lo que lo convierte en el huracán más fuerte jamás registrado en el mes de julio con vientos máximos de 160 mph (260 km/h), el primer huracán categoría 5 en la escala de huracanes de Saffir-Simpson conocido en la cuenca del Atlántico. Inicialmente, en este punto, se pensaba que Emily había alcanzado su punto máximo como una tormenta de categoría 4, pero el análisis posterior a la tormenta mostró que efectivamente era un huracán de categoría 5. Sin relación con Emily, el tifón Haitang se desarrolló e intensificó en un súpertifón equivalente a la categoría 5 aproximadamente al mismo tiempo que Emily se intensificó en un huracán categoría 5, marcando la primera vez desde los tifones Ivan y Joan en 1997 cuando existían dos ciclones tropicales de fuerza de categoría 5 simultáneamente en el hemisferio norte. La tormenta se debilitó ligeramente mientras continuaba hacia el oeste, y permaneció en la categoría 4 al pasar al sur de Jamaica y, el 17 de julio, las Islas Caimán. Emily continuó su camino casi recto hacia el oeste-noroeste, debilitándose un poco, pero permaneció en la categoría 4 hasta llegar a Cozumel justo antes de tocar tierra firme en Playa del Carmen a las 06:30 UTC del 18 de julio. Los vientos sostenidos fueron de 215 mph (215 km/h), y la pared del ojo pasó directamente sobre Cozumel.
El centro de circulación surgió sobre el Golfo de México más tarde esa mañana. El paso por tierra interrumpió el centro de circulación del huracán y se había debilitado hasta convertirse en un huracán mínimo con velocidades de viento de 75 mph (120 km/h). Sin embargo, varias horas sobre las cálidas aguas del oeste del Golfo proporcionaron la energía necesaria para que Emily se regenere, y para la medianoche la velocidad del viento aumentaba. El aumento de la velocidad del viento se estancó, pero la tormenta continuó mejor organizada. Emily comenzó a mostrar un flujo de salida muy simétrico, pero los vientos más fuertes del huracán se encontraban a tres distancias diferentes del centro. Sin embargo, los radios del viento exterior disminuyeron al final y prevaleció el núcleo interno. El resultado fue un rápido fortalecimiento del núcleo interno en la noche del 19 de julio. La presión cayó unos 30 milibares y los vientos pasaron de 90 mph (145 km/h) a más de 125 mph (200 km/h), todo dentro unas pocas horas.
Los pronosticadores esperaban un mayor fortalecimiento, pero no llegaron. El movimiento de la tormenta disminuyó y el centro comenzó a tambalearse erráticamente hacia la costa. La tormenta tocó tierra a las 11:00 UTC del 20 de julio cerca de San Fernando en Tamaulipas. La tormenta había sostenido vientos de 125 mph (200 km/h), un huracán categoría 3 en la escala de huracanes de Saffir-Simpson. Después de dirigirse tierra adentro sobre el noreste de México, se disipó sobre la Sierra Madre Oriental el 21 de julio.

## Preparaciones

### México

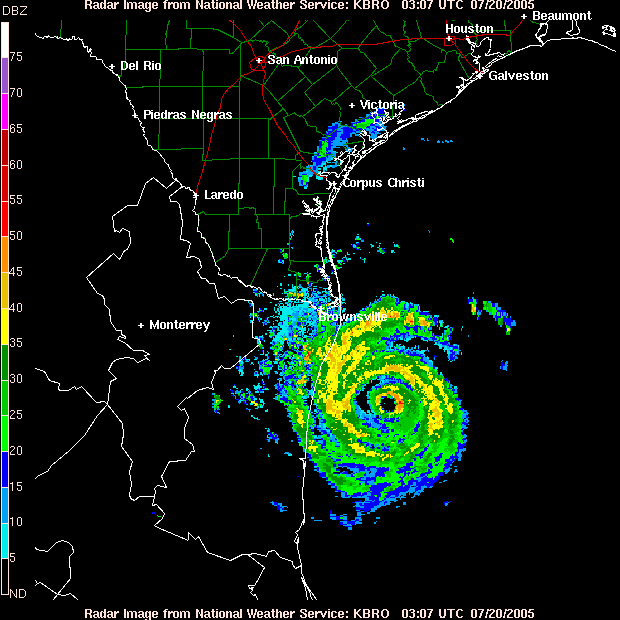
El huracán Emily, visto por NEXRAD del Servicio Meteorológico Nacional en Brownsville, Texas, a las 03:07 UTC del 20 de julio. El ojo de la tormenta es claramente visible, rodeado por las fuertes tormentas de la pared del ojo. En el momento de la toma de imágenes, Emily era un huracán de categoría 3 con vientos de 125 mph (205 km/h), se movía de oeste a noroeste a 7 mph (11 km/h) y estaba aproximadamente a 100 millas (160 km) de la ubicación de recalada.

En México, decenas de miles de turistas y residentes fueron evacuados de los resorts de playa en Cancún y sus alrededores, la Riviera Maya y Cozumel. Los huéspedes del hotel fueron evacuados el sábado por la tarde y el personal el domingo por la tarde. Aunque a algunos huéspedes del hotel en las habitaciones del segundo piso y superiores se les dio la opción de ser transportados en autobús al centro de Cancún para proteger casas y refugios o quedarse y esperar a la tormenta solo en los hoteles y centros turísticos modernos. La mayoría de los huéspedes restantes estaban restringidos a sus habitaciones y no se les permitía salir a las áreas de playa. No se vendió alcohol en Cancún durante 36 horas antes de la llegada de la tormenta, en un intento por evitar que los turistas ebrios resulten heridos durante la noche. Dos pilotos de helicópteros murieron cuando su avión se estrelló mientras evacuaba plataformas petroleras en alta mar operadas por Pemex. Un residente alemán fue electrocutado mientras estaba en su techo en Playa del Carmen.

## Impacto

### Caribe

#### Granada
El 14 de julio, Emily golpeó Granada, que todavía se estaba recuperando del impacto del huracán Iván menos de un año antes. Emily resultó en una fatalidad reportada y daños significativos en la parte norte del país, incluido Carriacou, que se había librado de los peores efectos del huracán Ivan en 2004. Se destruyeron 16 casas y más de 200 más resultaron dañadas, y dos de los principales hospitales se inundaron. Los daños en Granada ascendieron a $110.4 millones.

#### Jamaica
Se informaron deslizamientos de tierra en el este de Jamaica, provocados por fuertes lluvias cuando la tormenta pasó al sur de la isla. Cinco personas murieron debido a un accidente causado por una inundación repentina. Los daños en Jamaica se estimaron en $65 millones.

#### Trinidad y Tobago
También se informaron daños en Trinidad y Tobago, donde los deslizamientos de tierra y las inundaciones dañaron varias casas.

### América Central

#### Honduras
En Honduras, un hombre ahogado en un río inundado por las lluvias de Emily.

### México
| País           | Fallecimientos | Daños (USD)         |
| Grenada        | 1              | $110.4 millones     |
| Jamaica        | 5              | $65 millones        |
| Haití          | 5              | N/A                 |
| Honduras       | 1              | N/A                 |
| México         | 5              | $834.3 millones     |
| Estados Unidos | 0              | $4.8 millones       |
| Total          | 17             | $1.014 mil millones |

#### Península de Yucatán
Golpeando la península de Yucatán el 18 de julio como un huracán categoría 4, se esperaba un daño generalizado de vientos de 135 mph (215 km/h); Sin embargo, estos vientos se limitaron a una pequeña área alrededor del centro de Emily. Las áreas en Playa del Carmen, Tulúm y Cozumel sufrieron el impacto más severo. En algunos casos, los postes de hormigón de servicios públicos se partieron por la mitad por poderosas ráfagas de viento. Debido al movimiento relativamente rápido de Emily, la lluvia fue bastante ligera, alcanzando un máximo de 4,9 pulgadas (120 mm). Existen pocos informes meteorológicos durante el paso de Emily por Yucatán, aunque una estación no oficial registró una marejada ciclónica de 15 pies (4,6 m) en San Miguel, Cozumel. A lo largo del continente, las alturas de sobretensión fueron generalmente menores de 4 pies (1 m). Además, las olas alcanzaron 13 pies (4 m), lo que resultó en cierta erosión de la playa y daños en las dunas y los arrecifes de coral. Además, 0.7 millas (1.1 km) de muros de contención sufrieron daños, dejando áreas vulnerables a inundaciones por tormentas futuras.
Los fuertes vientos producidos por Emily causaron un impacto considerable en Quintana Roo, especialmente en el municipio de Solidaridad, dejando a casi 200,000 residencias sin electricidad. En términos de daños estructurales, 851 viviendas fueron impactadas en diversos grados. La tormenta afectó aproximadamente 13,345 acres (5,400 hectáreas) de bosques y tierras agrícolas; Algunas franjas de árboles experimentaron defoliación. Las pérdidas más importantes asociadas con el huracán se originaron en la industria del turismo, y los hoteles experimentaron daños por valor de 947 millones de pesos ($88.7 millones). Más de 12,500 habitaciones, casi una quinta parte de la infraestructura hotelera disponible del estado, sufrieron daños. En general, el daño en el estado alcanzó 1.11 mil millones de pesos ($104.3 millones).

#### Noreste de México
El segundo aterrizaje de Emily como un fuerte huracán de categoría 3 trajo daños significativos a la costa noreste de México. En la comunidad pesquera de Laguna Madre, más del 80% de los edificios fueron destruidos como resultado de la marejada ciclónica. Varias comunidades en la remota costa de Tamaulipas se aislaron después de la tormenta, y se informaron grandes inundaciones costeras junto con fuertes daños por el viento, con numerosas viviendas destruidas. También se reportaron inundaciones en el interior de Monterrey.
La comunicación al área de la Riviera Maya fue difícil después de la tormenta; No todos los teléfonos celulares estaban recibiendo cobertura en el área, las líneas terrestres estaban caídas y no había electricidad. Unas 18,000 personas en 20 comunidades bajas en el estado de Tamaulipas, justo al sur de la frontera mexicano-estadounidense, fueron evacuadas. Incluyendo las pérdidas sufridas por la industria petrolera, los daños en México ascendieron a 8.87 mil millones de pesos ($834.3 millones).

### Estados Unidos

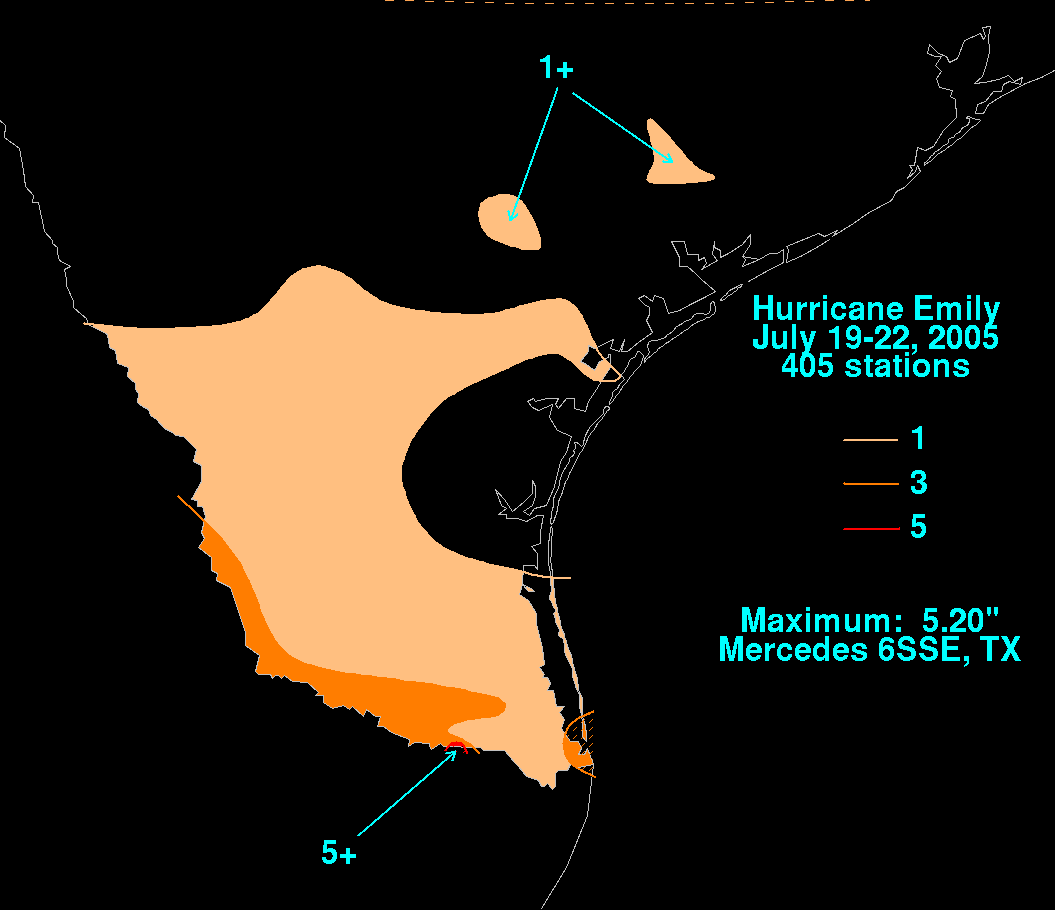
Precipitaciones totales de Emily en los Estados Unidos

#### Texas
En el sur de Texas, el daño fue relativamente menor a pesar de la proximidad de la tormenta. Algunas partes del estado experimentaron vientos de fuerza de tormenta tropical y ráfagas de hasta 65 mph (100 km/h), lo que resultó en daños dispersos en el techo. A lo largo de la costa, una marejada ciclónica de 4,26 pies (1,30 m) inundó porciones de la carretera estatal 100 de Texas. No se reportaron daños estructurales significativos, aunque algunos árboles se cayeron y más de 30 000 clientes perdieron electricidad. La lluvia de la tormenta alcanzó un máximo de 5.2 pulgadas en Mercedes, Texas. Además, ocho tornados aterrizaron en Texas como resultado de Emily, dañando o destruyendo varias casas. Se observaron algunos efectos positivos; los remanentes de Emily pasaron más al oeste hacia Texas y arrojaron algunas lluvias muy necesarias, ayudando a aliviar una sequía. Las pérdidas agrícolas en Texas ascendieron a $ 4.7 millones,  mientras que las pérdidas de propiedad alcanzaron $225,000.